# Euacidalia chockolatella
Euacidalia chockolatella är en fjärilsart som beskrevs av Samuel E. Cassino 1931. Euacidalia chockolatella ingår i släktet Euacidalia och familjen mätare. Inga underarter finns listade i Catalogue of Life.